# Tilly Merz
Tilly Merz (fl. XX secolo) è stata una schermitrice tedesca, vincitrice di una medaglia di bronzo ai Campionati Internazionali di scherma.